# Jablanovo
Jablanovo (cyr. Јабланово) – wieś w Czarnogórze, w gminie Bijelo Polje. W 2011 roku liczyła 54 mieszkańców.